# Il mondo di Henry
Il mondo di Henry è una serie animata britannica-canadese prodotta da Family Channel, Alliance Atlantis Communications, TV-Loonland AG, Henry's World Productions Inc. e Cuppa Coffee Studios dal 24 agosto 2002 al 6 agosto 2004. In Italia viene trasmesso su Rai 3 dal 3 febbraio 2003 all'8 maggio 2006. La serie è composta da 2 stagioni per un totale di 26 episodi.

## Trama
Henry Wiggins (doppiato da Samantha Reynolds) è il terzo più grande di cinque figli (lui stesso, due fratelli maggiori e due sorelle più giovani). Quando aveva solo cinque anni, Henry scoprì che mangiare le purè di carote di sua madre gli dava la capacità di far avverare i desideri. Una volta mangiato, Henry può far avverare un desiderio. Tuttavia, avendo solo otto anni, i suoi desideri insoliti sono spesso interpretati con conseguenze inaspettate e la sua insaziabile curiosità incombe invariabilmente al disastro, ma Henry impara anche alcune delle lezioni della vita lungo la strada.
Henry condivide le sue segrete e disavventure con la sua migliore amica Fraidy Begonia (doppiato da Tracey Moore), il suo fedele cane da compagnia Margaret e Doris, un drago che vive nell'armadio di Henry. Altri personaggi nello show includono Henry's Uncle Neptune (doppiato da Colin Fox), la signora Pierre, l'insegnante di Henry e l'antieroe Darwin (doppiato da Julie Lemieux), un prepotente sovrappeso che a volte stuzzica e prende in giro Henry.